# Brachycyrtus veriatrix
Brachycyrtus veriatrix är en stekelart som beskrevs av Ian D. Gauld och Ward 2000. Brachycyrtus veriatrix ingår i släktet Brachycyrtus och familjen brokparasitsteklar. Inga underarter finns listade.